# Ло Скьяво, Франческа
Франче́ска Ло Скья́во (итал. Francesca Lo Schiavo; 11 января 1948, Рим, Италия) — итальянский декоратор. Лауреат 3 премий «Оскара» в номинации «Лучшая работа художника-постановщика» (2005, 2008, 2012) за фильмы «Авиатор», «Суини Тодд, демон-парикмахер с Флит-стрит» и «Хранитель времени», соответственно. До первой победы имела шесть поражений на премии (1990, 1991, 1995, 1998, 2003) за фильмы «Приключения барона Мюнхаузена», «Гамлет», «Интервью с вампиром», «Кундун» и «Банды Нью-Йорка» соответственно.
Замужем за Данте Ферретти, с которым часто работает.